# Agartha
Agartha (també anomenada Agarta, Agharta, Agarttha o Agarthi) és un llegendari món subterrani format per galeries escavades a l'escorça de la Terra per tot el món, especialment a Àsia. El regne capital d'aquest món, anomenat Shambhala, està situat sota el desert de Gobi i hi regna el Rei del Nou Món. Es relaciona a Agartha amb la teoria intraterrestre i és un tema popular en l'esoterisme.

## L'origen del mite
El mite d'aquest món subterrani i secret s'origina teòricament en l'hinduisme, tot i que en realitat la primera menció coneguda d'aquest món es troba en l'obra Les fils de Dieu (1873), del francès Louis Jacolliot, un autor que va escriure diverses obres més aviat poc rigoroses sobre l'Índia i l'hinduisme. Agartha apareix més tard a Mission de l'Inde en Europe (1910) d'Alexandre Saint-Yves d'Alveydre, una obra que barreja teoria política i assercions esotèriques. La creació d'Agartha com a lloc sagrat es relaciona en el fet que en moltes mitologies i religions es parla d'una o més terres santes per excel·lència, ja siguin reals o imaginàries (l'Atlàntida, l'illa d'Ogígia i el Mont Olimp a la mitologia grega; Camelot, Àvalon i Montsalvat dels mites del rei Artús; la mítica illa de Tule; Aztlán, llegendària terra d'origen dels asteques, etc.).

### Les ciutats d'Agartha
Agartha, igual que el món exterior, estaria formada per continents, oceans, muntanyes i rius. Shambhala és la ciutat central. Hi hauria unes cent colònies, conegudes com "La Xarxa d'Agartha", totes menys una força a prop de la superfície. La mitjana de ciutadans per ciutat seria de 500.000, però a Telos, situada sota el Mont Shasta, en tindria 1,5 milions.

## Teories
Segons Helena Blavatsky, Agartha (a la que ella denomina «Lògia Blanca») s'aixeca sobre una illa al mar de Gobi on, en èpoques remotes, van aterrar els "Senyors de la Flama" (semidéus provinents de Venus).
Segons l'escriptora Earlyne Chaney, fa eres, ànimes molt desenvolupades (a les que ella anomena anunnaki) van venir a la Terra des d'altres planetes i van deixar descendència a la Terra: els annu. Chaney també assegura que aquests éssers van ser qui van portar l'Arca de l'Aliança, tipus d'arma làser, utilitzada com a mecanisme per controlar la gravetat i per elevar la civilització terrestre. Els anunnaki i els annu s'hi valgueren per a construir grans civilitzacions com l'Atlàntida i Lemúria fins que els anunnaki van marxar de la Terra deixant-la en mans dels annu, que s'havien aparellat amb terrestres. La Germandat Obscura es va apoderar de l'Atlàntida i quan els annu se'n van adonar, es van escapar cap a altres països, sobretot a Egipte, on van construir les piràmides amb l'Arca, però també perforar túnels sota l'escorça terrestre. Quan el diluvi i el canvi de pols estaven a punt de demolir l'Atlàntida i Lemúria, els annu van entrar a les seves ciutats a l'interior de la Terra a través de la Gran Piràmide. Després van tancar la piràmide impedint als terrícoles descobrir els seus passatges subterranis i mantenint l'aigua de la inundació fora.

## Entrades
Les entrades cap a les galeries que porten a Agartha estarien ocultes i es trobarien en llocs estratègics i aïllats per impedir l'accés als curiosos o visitants externs. Moltes es trobarien amagades sota les aigües dels oceans i llacs, o bé en pendents d'alta muntanya. Hi hauria d'altres entrades també al Brasil, en la vastíssima selva que abrigalla el riu Amazones les quals estarien vigilades per «indis no gens amistosos»), a Sibèria, al desert de Gobi. De fet, es trobaria una entrada encara verge a pocs metres de profunditat entre les cames de l'Esfinx de Guiza a Egipte, una altra al Puig de Bugarag a Llenguadoc i a la Cova dels Tayos a Equador.